# Louis Marès
Louis Marès, né le 20 mai 1765 à Marseillan (Hérault), mort le 7 janvier 1806 à Brünn (Margraviat de Moravie), est un général français de la Révolution et de l’Empire.

## États de service
Il entre en service le 29 août 1792, comme capitaine au 2e bataillon de volontaires de l’Hérault, et il est affecté à l’armée d’Italie, le 29 septembre 1792. Le 28 février 1793, il passe dans le Génie avec le grade de capitaine, et il est nommé chef de bataillon le 3 mars 1795, 
Le 12 mai 1796, il rejoint l’armée du Danube, et il reçoit ses épaulettes de chef de brigade le 12 avril 1801. Adjudant commandant le 3 novembre 1803, il est envoyé à Ostende le 23 novembre suivant, pour servir sous les ordres du général Davout.
Il est promu général de brigade le 15 mai 1805, au 3e corps de la Grande Armée, et il est blessé le 2 décembre 1805, à la bataille d’Austerlitz. Il meurt des suites de sa blessure le 7 janvier 1806 à Brünn.
Il est l’auteur d’un ouvrage intitulé Précis de la guerre en Suisse (1799).

## Sources
- (en) « Generals Who Served in the French Army during the Period 1789 - 1814: Eberle to Exelmans »
- Arthur Chuquet, Ordres et apostilles de Napoléon (1799-1815), paris, librairie ancienne Honoré Champion, 1911, p. 205
- Charles Théodore Beauvais et Vincent Parisot, Victoires, conquêtes, revers et guerres civiles des Français, depuis les Gaulois jusqu’en 1792, tome 26, C.L.F Panckoucke, janvier 1822, 414 p. (lire en ligne), p. 76.